# Horodyszcze (rejon sarneński)
Horodyszcze (ukr. Городище) – wieś na Ukrainie, w obwodzie rówieńskim, w rejonie sarneńskim, w hromadzie Wysock. W 2001 liczyła 632 mieszkańców, wśród których 589 wskazało jako ojczysty język ukraiński, 16 rosyjski, 25 białoruski, a 2 inny.
W okresie międzywojennym wieś znajdowała się w granicach II RP, wchodząc w skład gminy Wysock w powiecie stolińskim, w województwie poleskim.